# Grå steglits
Grå steglits (Carduelis caniceps) är en centralasiatisk fågelart i familjen finkar inom ordningen tättingar. Den har tidigare kategoriserats som del av steglitsen, men urskiljs allt oftare som egen art.

## Utseende och läten
Grå steglits är lik steglitsen, med rött ansikte och brokiga vingar i svart, vitt och gult. Den saknar dock steglitsens svarta hjässa och svarta lodräta linje bakom örontäckarna samt har mycket mindre vitt på huvudsidan. Vidare är den kallt grå snarare än blekbrun på bröstet och från manteln till vingtäckarna och nedre delen av ryggen. Mönstret på vingen är även annorlunda, med breda vita ytterfan på tertialerna och inga vita spetsar på armpennorna. Näbben är längre och lätena avviker också, med hårdare och mindre pinglande sång mest bestående av upprepade serier med toner.

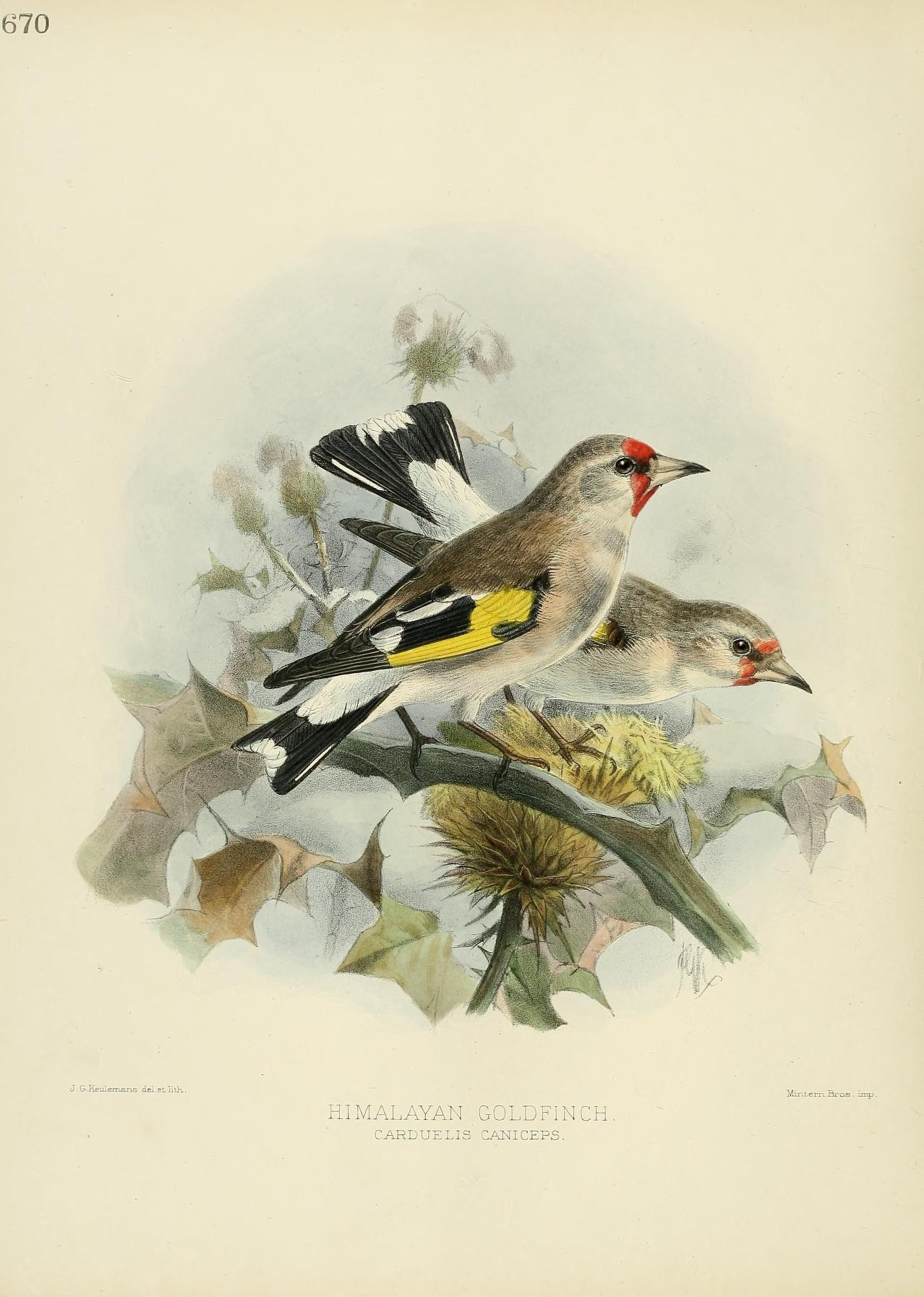

## Utbredning och systematik
Fågeln delas in i fyra underarter med följande utbredning:
- C. c. subulata – nordöstligaste Kazakstan, sydcentrala Ryssland (österut till Bajkalsjön) och nordvästra Mongoliet; utanför häckningstid i sydvästra och centrala Asien
- C. c. paropanisi – västra Turkmenistan och nordöstra Iran österut till norra, centrala och östra Afghanistan, västra Pamir, Tien Shan, sydöstra och östra Kazakhstan och nordvästra Kina (nordvästra Xinjiang)
- C. c. caniceps – västra och norra Pakistan (Baluchistan och Khyber Pakhtunkhwa), Kashmir och nordvästra Himalaya österut till centrala Nepal och sydvästra Kina (sydvästra Xizang)
- C. c. ultima – södra Iran (sydöstra Fars och Kerman)

### Artstatus
Den betraktas oftast som en del av steglits (Carduelis carduelis), men urskiljs sedan 2016 som egen art av Birdlife International och IUCN på basis av avvikande utseende och läten, men även på grund av en endast smal hybridzon i Gorgan, Iran, mellan C. c. brevirostris och paropanisi (dock bredare i Centralasien mellan C. c. frigoris och subulata. Tongivande IOC följde efter 2024.

## Levnadssätt
Grå steglits hittas i lundar, trädgårdar, flodnära skog samt bergsbelägen löv- och barrskog med inslag av buskar och gläntor. Den kan också ses inne i byar och städer. Under flyttningen besöker den fält, framför allt med solrosor, köksträdgårdar, skogsfria låga bergstrakter och buskmarker med högt ogräs. Boet placeras i ett träd (frukträd, poppel, björk, alm, lönn, ek eller ädelgran) eller i enbuskar. Honan bygger boet, vari hon lägger tre till fem (vanligen fyra) ägg från mitten av april till början av augusti, men huvudsakligen maj-juni. Enbart honan ruvar äggen, i tolv till 13 dagar, men båda föräldrarna matar ungarna tills de är flygga tolv dagar senare. Fågeln lägger vanligtvis två kullar.

## Status och hot
Arten har ett stort utbredningsområde och en stor population med stabil utveckling och tros inte vara utsatt för något substantiellt hot. Utifrån dessa kriterier kategoriserar internationella naturvårdsunionen IUCN arten som livskraftig (LC).